# Зејнсфилд (Охајо)
Зејнсфилд (енгл. Zanesfield) град је у америчкој савезној држави Охајо.

## Демографија
По попису из 2010. године број становника је 197, што је 23 (-10,5%) становника мање него 2000. године.
| Група             | 2000.       | 2010.       |
| Белци             | 218 (99,1%) | 190 (96,4%) |
| Афроамериканци    | 0 (0,0%)    | 4 (2,0%)    |
| Азијати           | 0 (0,0%)    | 0 (0,0%)    |
| Хиспаноамериканци | 0 (0,0%)    | 0 (0,0%)    |
| Укупно            | 220         | 197         |